# Elena Vaytsekhovskaya
Elena Sergeyevna Vaytsekhovskaya (russe : Елена Сергеевна Вайцеховская), née le 1er mars 1958  à Lviv, est une plongeuse soviétique.

## Carrière
Elena Vaytsekhovskaya remporte la médaille d'argent en plateforme à 10 mètres aux Championnats d'Europe de natation 1974 à Vienne.
Elle participe aux Jeux olympiques d'été de 1976 à Montréal, remportant la médaille d'or en plateforme à 10 mètres.
Elle est médaillée d'argent en plateforme à 10 mètres aux Championnats d'Europe de natation 1977 à Jönköping.